# الدوري الياباني لكرة القدم للسيدات 2013
الدوري الياباني لكرة القدم للسيدات 2013 هو موسم من الدوري الياباني لكرة القدم للسيدات. فاز فيه إناك ليونيسا.